# Mórichida
Mórichida è un comune di 853 abitanti situato nella contea di Győr-Moson-Sopron, nell'Ungheria nordoccidentale.

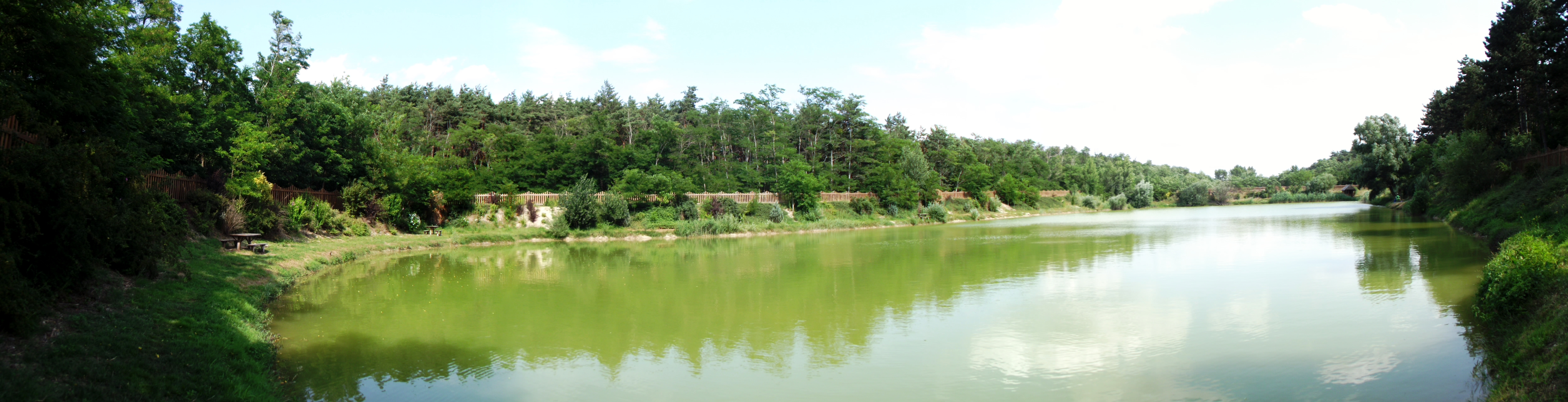
Kaszalapi-lago